# 布魯克菲爾德廣場 (多倫多)
布鲁克菲尔德广场（英語：Brookfield Place），原名BCE广场（BCE Place）是加拿大安大略省多伦多市中心的一个办公综合体，占地2.1公頃（5.2英畝），周边分别为央街、威灵顿西街、卑街和前街（Front Street）。该综合体包含242,000平方（2,604,866平方英尺）的办公空间，由两座塔楼卑街威灵顿大厦（Bay Wellington Tower）和TD加拿大信托大楼（TD Canada Trust Tower）组成，连接艾伦·兰伯特长廊（Allen Lambert Galleria）。布鲁克菲尔德广场也是冰球名人堂的所在地。

## 设计
卑街惠灵顿大厦是一座49层的办公楼，由B + H建筑事务所设计，于1992年完成。TD加拿大信托大楼以其凹陷设计而着称，顶部有尖顶，高53层。该塔由B + H 建筑事务所和SOM建筑设计事务所设计，于1990年完成，当时称为加拿大信托大楼，2000年加拿大信托被多伦多道明银行收购后改为现名。

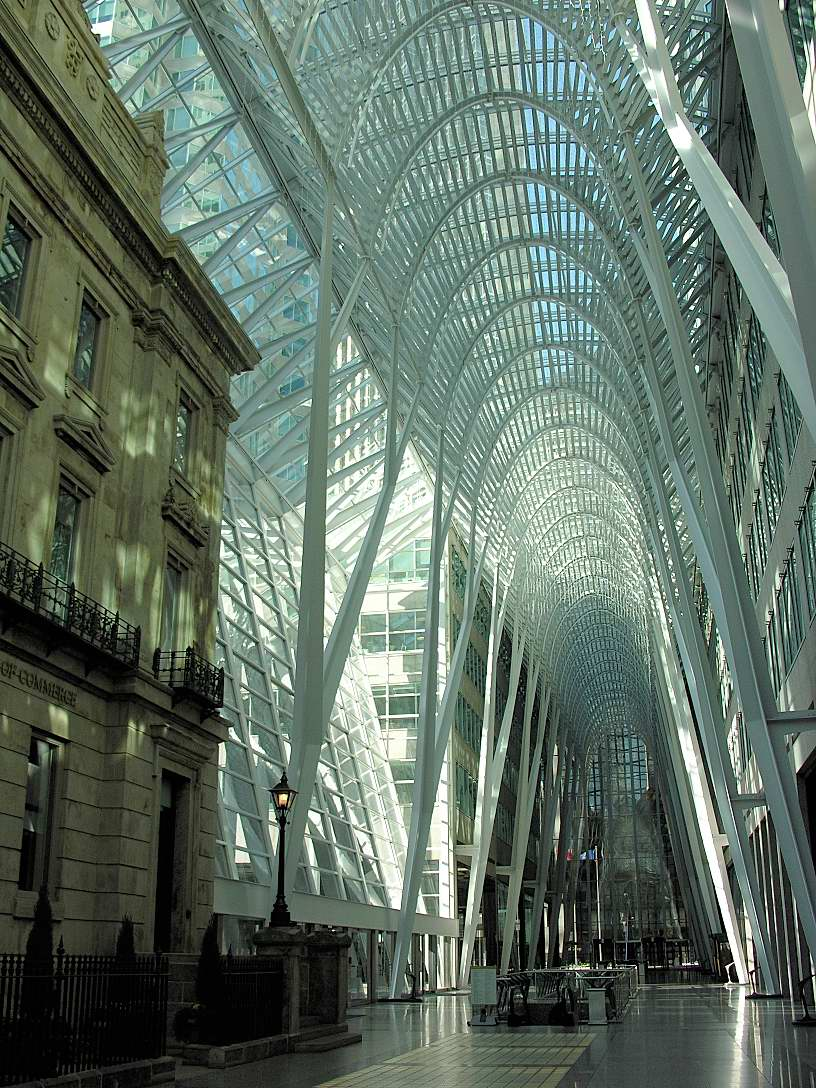
艾伦·兰伯特长廊，由圣地亚哥·卡拉特拉瓦设计

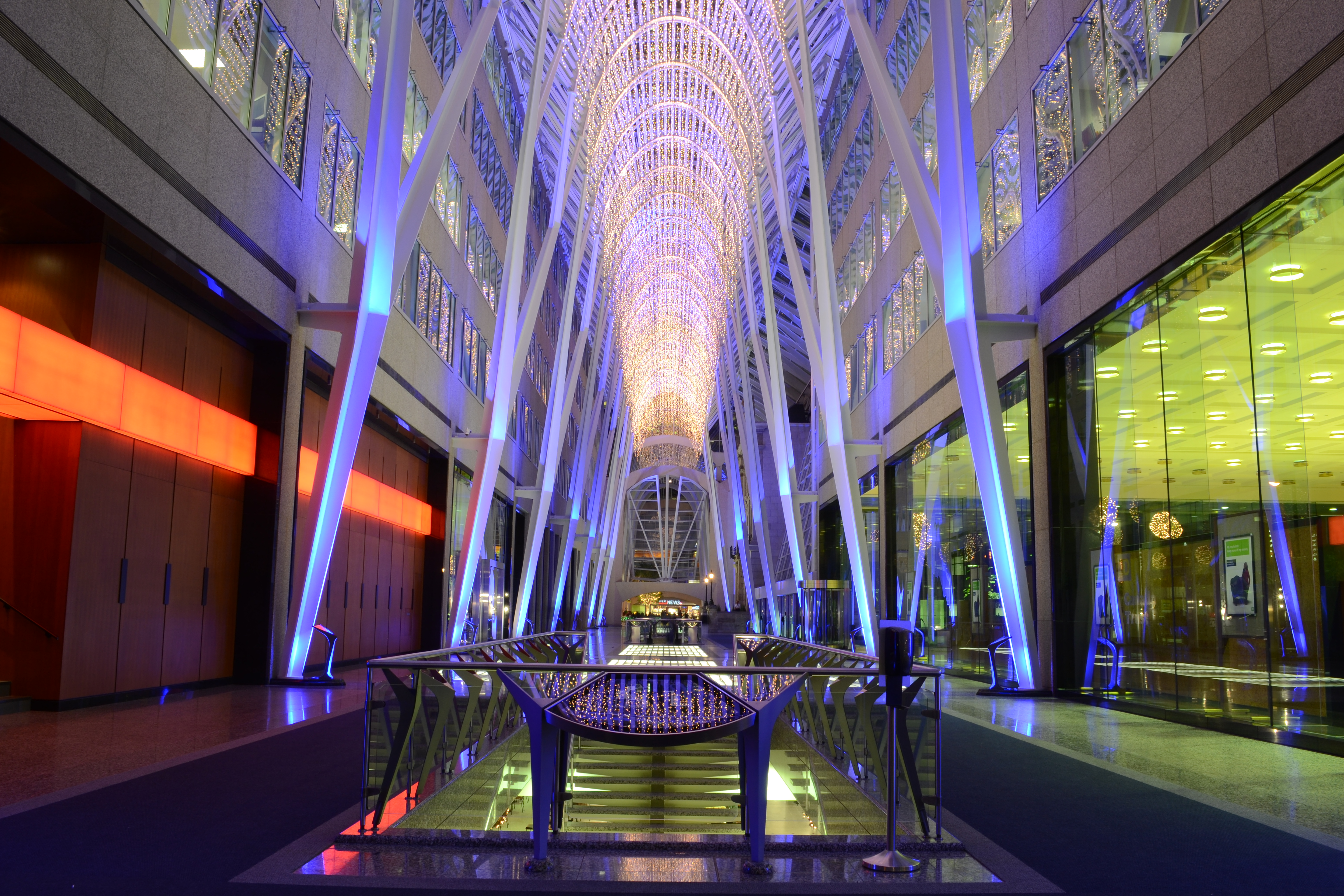

布鲁克菲尔德广场虽然是一个现代化的办公综合体，却包含一个重要的遗产组成部分。在19世纪，这个街区被《环球邮报》描述为“城市最有价值的商业街区”，虽然其大部分随后毁于1904年多伦多大火，而央街和惠灵顿街的拐角处的一排商业建筑在火灾中幸存，其立面在几十年后被修复，并被纳入布鲁克菲尔德广场。1890年代商人银行大楼的外立面, 原本位于惠灵顿街，同样被修复，被搬迁并融入了艾伦·兰伯特长廊。央街和前街西北角华丽的前满地可银行分行，建于1885年，也是综合体的一部分，现在现在作为曲棍球名人堂的一部分。它包括所有名人堂入场人物的肖像，并拥有许多曲棍球奖杯，包括斯坦利杯。

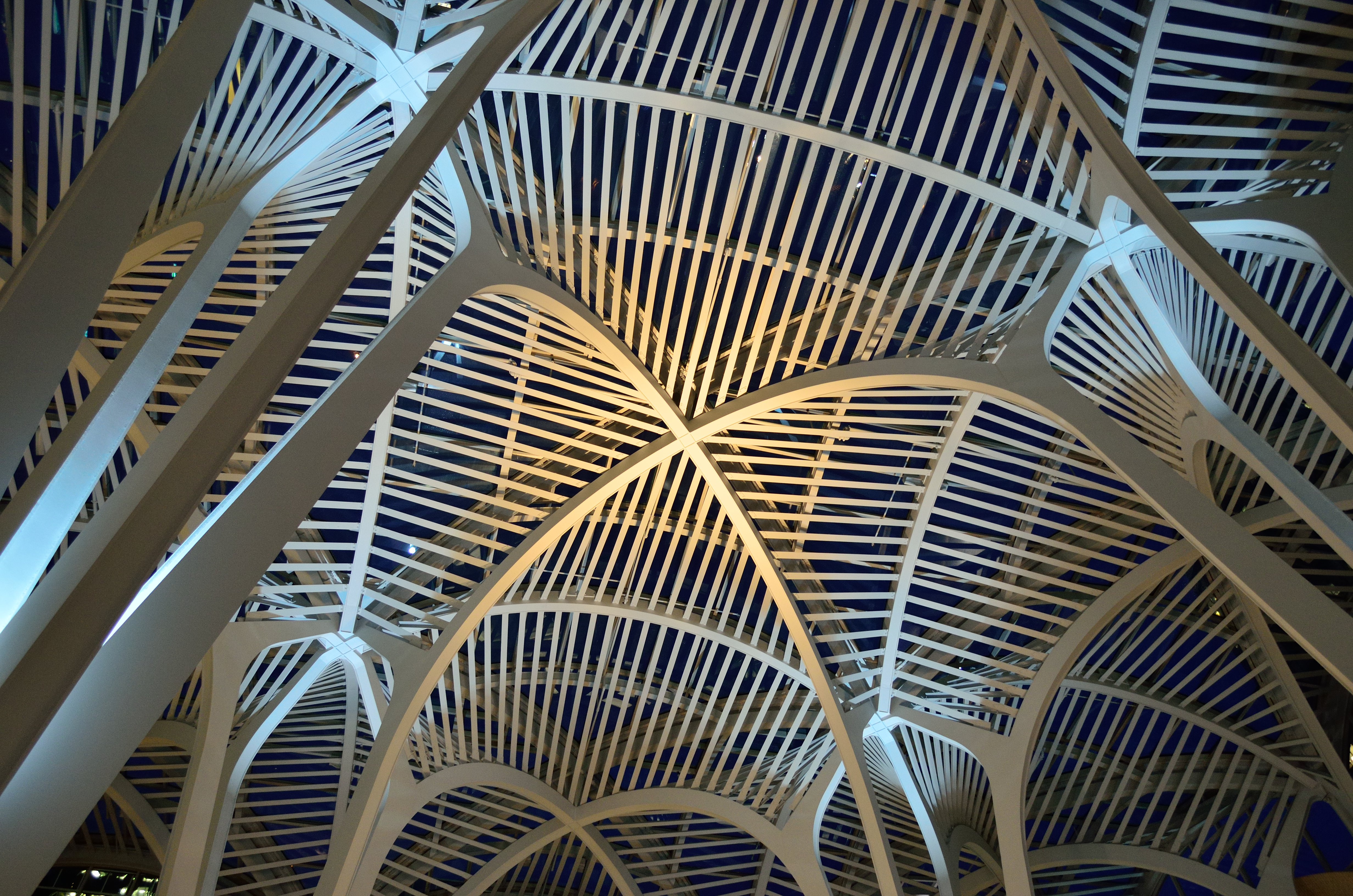

布鲁克菲尔德广场与地下人行系统和地铁相连。